# 曹雄
曹雄，西安左衛人，明朝军事将领。
弘治末年，歷官都指揮僉事，為延綏副總兵。明武宗继位后，因总督楊一清舉薦，擢署都督僉事，充總兵官，鎮固原。后因是與劉瑾同鄉，自然依附于劉瑾。后進署都督同知，以延綏總兵官吳江所佩征西將軍印佩之，而別鑄靖虜將軍印予江。隨後總督才寬禦寇沙窩被殺，曹雄擁兵不救。佯作引罪，乞解兵柄。劉瑾保舉后，仍令居職如故。恰逢朱寘鐇謀反，曹雄統兵鎮壓，進左都督。劉瑾事敗后，言官交相彈劾，降指揮僉事，尋征下獄，以黨逆論死，籍其家。后下詔宥罪，但命其與家屬永戍海南，遇赦不原。